# Nuoto ai XVI Giochi paralimpici estivi - Uomini 100 metri rana
Le gare di nuoto 100 metri rana uomini ai XVI Giochi paralimpici estivi si sono svolte tra il 26 agosto e il 1 settembre 2021 presso il Tokyo Aquatics Centre. 

## Programma
Si disputeranno 10 eventi, sette dei quali articolati in una serie di batterie di qualificazione in mattinata; la finale verrà disputata nel pomeriggio/sera del medesimo giorno.
| Evento | Data   | Data   | Data   | Data   | Data   | Data   | Data   | Data   | Data   | Data   | Data   | Data   | Data  | Data  |
| Evento | Gio 26 | Gio 26 | Ven 27 | Ven 27 | Sab 28 | Sab 28 | Dom 29 | Dom 29 | Lun 30 | Lun 30 | Mar 31 | Mar 31 | Mer 1 | Mer 1 |
| Evento | M      | P      | M      | P      | M      | P      | M      | P      | M      | P      | M      | P      | M     | P     |
| ------ | ------ | ------ | ------ | ------ | ------ | ------ | ------ | ------ | ------ | ------ | ------ | ------ | ----- | ----- |
| SB4    |        |        |        |        |        |        | B      | F      |        |        |        |        |       |       |
| SB5    |        |        |        |        | B      | F      |        |        |        |        |        |        |       |       |
| SB6    |        |        |        |        | B      | F      |        |        |        |        |        |        |       |       |
| SB7    |        |        |        |        |        |        |        |        |        |        |        |        |       | F     |
| SB8    | B      | F      |        |        |        |        |        |        |        |        |        |        |       |       |
| SB9    |        | F      |        |        |        |        |        |        |        |        |        |        |       |       |
| SB11   |        |        |        |        |        |        |        |        |        |        |        |        | B     | F     |
| SB12   |        |        |        |        |        |        |        |        |        |        |        |        |       | F     |
| SB13   |        |        |        |        |        |        |        |        |        |        |        |        | B     | F     |
| SB14   |        |        |        |        |        |        | B      | F      |        |        |        |        |       |       |

| M | mattina | P | Pomeriggio/sera |

| B | Batterie di qualificazione | F | Finale per medaglia d'oro |

## Risultati
Tutti i tempi sono espressi in secondi.

### SB4
| Pos. | Atleta              | Nazione   | Tempo   | Note            |
| ---- | ------------------- | --------- | ------- | --------------- |
|      | Dmitrii Cherniaev   | RPC       | 1:31,96 | Record mondiale |
|      | Moisés Fuentes      | Colombia  | 1:35,86 |                 |
|      | Antonios Tsapatakis | Grecia    | 1:40,20 |                 |
| 4    | Aleksandr Molkov    | RPC       | 1:41,27 |                 |
| 5    | Ruan Jingsong       | Cina      | 1:44,13 |                 |
| 6    | Nicolás Rivero      | Argentina | 1:46,52 |                 |
| 7    | Miguel Rincón       | Colombia  | 1:46,74 |                 |
| 8    | Francesco Bocciardo | Italia    | 1:51,06 |                 |

### SB5
| Pos. | Atleta                    | Nazione    | Tempo   | Note            |
| ---- | ------------------------- | ---------- | ------- | --------------- |
|      | Andrei Granichka          | RPC        | 1:25,13 | Record mondiale |
|      | Antoni Ponce Bertran      | Spagna     | 1:26,53 |                 |
|      | Li Junsheng               | Cina       | 1:29,01 |                 |
| 4    | Iurii Luchkin             | RPC        | 1:31,34 |                 |
| 5    | Leo McCrea                | Svizzera   | 1:34,29 |                 |
| 6    | Thanh Hai Do              | Vietnam    | 1:35,68 |                 |
| 7    | Roberto Alcalde Rodriguez | Brasile    | 1:36,75 |                 |
| 8    | Ivo Rocha                 | Portogallo | 1:44,65 |                 |

### SB6
| Pos. | Atleta             | Nazione     | Tempo   | Note             |
| ---- | ------------------ | ----------- | ------- | ---------------- |
|      | Ievgenii Bogodaiko | Ucraina     | 1:20,13 |                  |
|      | Nelson Crispin     | Colombia    | 1:20,19 |                  |
|      | Matthew Levy       | Australia   | 1:21,10 | Record oceaniano |
| 4    | Yang Hong          | Cina        | 1:22,07 |                  |
| 5    | Jia Hongguang      | Cina        | 1:23,67 |                  |
| 6    | Rudy Garcia-Tolson | Stati Uniti | 1:24,64 |                  |
| 7    | Andrii Trusov      | Ucraina     | 1:24,85 |                  |
| 8    | Tomotaro Nakamura  | Giappone    | 1:25,00 |                  |

### SB7
| Pos. | Atleta                           | Nazione   | Tempo   | Note               |
| ---- | -------------------------------- | --------- | ------- | ------------------ |
|      | Carlos Serrano Zárate            | Colombia  | 1:12,01 | Record paralimpico |
|      | Egor Efrosinin                   | RPC       | 1:16,43 | Record europeo     |
|      | Blake Cochrane                   | Australia | 1:16,97 |                    |
| 4    | Jesse Aungles                    | Australia | 1:22,06 |                    |
| 5    | Christian Sadie                  | Sudafrica | 1:24,49 |                    |
| 6    | Ericsson Alejandro Bermudez Sosa | Venezuela | 1:27,83 |                    |
| –    | Suyash Narayan Jadhav            | India     | –       | squalificato       |

### SB8
| Pos. | Atleta                         | Nazione     | Tempo   | Note            |
| ---- | ------------------------------ | ----------- | ------- | --------------- |
|      | Andrei Kalina                  | RPC         | 1:07,24 |                 |
|      | Oscar Salguero Galisteo        | Spagna      | 1:09,91 |                 |
|      | Yang Guanglong                 | Cina        | 1:10,48 | Record asiatico |
| 4    | Tim van Duuren                 | Paesi Bassi | 1:10,55 |                 |
| 5    | Daniil Smirnov                 | RPC         | 1:11,45 |                 |
| 6    | Xu Haijiao                     | Cina        | 1:11,55 |                 |
| 7    | Timothy Disken                 | Australia   | 1:11,81 |                 |
| 8    | Vicente Enrique Almonacid Heyl | Cile        | 1:12,69 |                 |

### SB9
| Pos. | Atleta                    | Nazione   | Tempo   | Note |
| ---- | ------------------------- | --------- | ------- | ---- |
|      | Stefano Raimondi          | Italia    | 1:05,35 |      |
|      | Artem Isaev               | RPC       | 1:07,45 |      |
|      | Dmitrii Bartasinskii      | RPC       | 1:08,06 |      |
| 4    | Dmitry Grigoryev          | RPC       | 1:08,56 |      |
| 5    | Ruan Felipe Lima de Souza | Brasile   | 1:10,99 |      |
| 6    | James Leroux              | Canada    | 1:11,49 |      |
| 7    | Tadeas Strasik            | Rep. Ceca | 1:13,19 |      |
| 8    | Fredrik Solberg           | Norvegia  | 1:14,05 |      |

### SB11
| Pos. | Atleta                         | Nazione     | Tempo   | Note |
| ---- | ------------------------------ | ----------- | ------- | ---- |
|      | Rogier Dorsman                 | Paesi Bassi | 1:11,22 |      |
|      | Keiichi Kimura                 | Giappone    | 1:11,78 |      |
|      | Yang Bozun                     | Cina        | 1:12,62 |      |
| 4    | Viktor Smyrnov                 | Ucraina     | 1:15,78 |      |
| 5    | Edgaras Matakas                | Lituania    | 1:16,27 |      |
| 6    | Leider Albeiro Lemus Rojas     | Colombia    | 1:19,47 |      |
| 7    | Federico Bassani               | Italia      | 1:20,57 |      |
| 8    | Brayan Mauricio Triana Herrera | Colombia    | 1:26,16 |      |

### SB12
| Pos. | Atleta                | Nazione     | Tempo   | Note               |
| ---- | --------------------- | ----------- | ------- | ------------------ |
|      | Vali Israfilov        | Azerbaigian | 1:04,86 | Record paralimpico |
|      | Oleksii Fedyna        | Ucraina     | 1:05,62 |                    |
|      | Artur Saifutdinov     | RPC         | 1:05,76 |                    |
| 4    | Uladzimir Izotau      | Bielorussia | 1:07,11 |                    |
| 5    | Sergii Klippert       | Ucraina     | 1:11,24 |                    |
| 6    | Danylo Chufarov       | Ucraina     | 1:11,67 |                    |
| 7    | Daniel Giraldo Correa | Colombia    | 1:14,61 |                    |
| 8    | Sergey Punko          | RPC         | 1:14,87 |                    |

### SB13
| Pos. | Atleta               | Nazione     | Tempo   | Note            |
| ---- | -------------------- | ----------- | ------- | --------------- |
|      | Taliso Engel         | Germania    | 1:02,97 | Record mondiale |
|      | David Henry Abrahams | Stati Uniti | 1:04,38 |                 |
|      | Nurdaulet Zhumagali  | Kazakistan  | 1:05,20 |                 |
| 4    | Firdavsbek Musabekov | Uzbekistan  | 1:05,85 |                 |
| 5    | Ihar Boki            | Bielorussia | 1:05,90 |                 |
| 6    | Thomas van Wanrooij  | Paesi Bassi | 1:06,75 |                 |
| 7    | Maksim Nikiforov     | RPC         | 1:07,92 |                 |
| 8    | Nurali Sovetkanov    | Kazakistan  | 1:10,99 |                 |

### SB14
| Pos. | Atleta                        | Nazione       | Tempo   | Note             |
| ---- | ----------------------------- | ------------- | ------- | ---------------- |
|      | Naohide Yamaguchi             | Giappone      | 1:03,77 | Record mondiale  |
|      | Jake Michel                   | Australia     | 1:04,28 | Record oceaniano |
|      | Scott Quin                    | Gran Bretagna | 1:05,91 |                  |
| 4    | Vasyl Krainyk                 | Ucraina       | 1:06,66 |                  |
| 5    | Nicholas Bennett              | Canada        | 1:06,94 |                  |
| 6    | Marc Evers                    | Paesi Bassi   | 1:07,11 |                  |
| 7    | Joao Pedro Brutos de Oliveira | Brasile       | 1:07,84 |                  |
| 8    | Conner Morrison               | Gran Bretagna | 1:08,01 |                  |